# Queda de Galípoli
A Queda de Galípoli foi o cerco e captura da fortaleza e península de Galípoli, até então sob controle bizantino, pelos turcos otomanos em março de 1354. Após sofrer meio-século de derrotas nas mãos dos otomanos, o Império Bizantino perdeu quase todas as suas possessões na Anatólia. O acesso aos mares Egeu e de Mármara significava que os otomanos poderiam agora implementar a conquista do sul dos Bálcãs, e poderiam avançar mais ao norte para a Sérvia e Hungria.

## Ocupação
Durante a guerra civil bizantina de 1352-1357, mercenários turcos aliados ao imperador João VI Cantacuzeno (r. 1347–1354) saquearam muito da Trácia bizantina e, em torno de 1352, a eles foi garantido a pequena fortaleza de Tzimpe próximo a Galípoli. Em 2 de março de 1354, a área foi atingida por um terremoto que destruiu centenas de vilas e cidades na área. Quase todos os edifícios em Galípoli foram destruídos, causando a evacuação da população grega. Dentro de um mês, Solimão Paxá cooptou o sítio, rapidamente fortificando e povoando-o com famílias turcas trazidas da Anatólia.

## Rescaldo
João VI ofereceu pagamentos em dinheiro para o sultão otomano Orcano I (r. 1327–1359) para evacuá-la, mas foi recusado. O sultão alegadamente disse que não tomou a cidade por força e não poderia desistir algo que foi "concedido a ele por Alá". O pânico se espalhou por toda Constantinopla, com muitos acreditando que os turcos logo viriam para a cidade. Devido a isso, a posição de Cantacuzeno tornou-se instável, e foi derrubado em novembro de 1354. Galípoli tornou-se a grande ponte europeia através da qual os otomanos facilmente se expandiriam mais além. Em menos de 10 anos, quase toda a Trácia bizantina caiu para os turcos, incluindo Adrianópolis.